# Colle della Crocetta (Appennino ligure)
Il Colle della Crocetta (la Cruséta in dialetto piacentino), conosciuto anche come passo della Crocetta  e Crocetta di Cicogni, è un valico dell'Appennino ligure situato in provincia di Piacenza, sul confine tra i comuni di Alta Val Tidone e Bobbio, che mette in comunicazione la Val Tidoncello con la val Trebbia.
Nei pressi del passo si trova un piazzale, da cui si diparte una breve via pedonale di poche decine di metri che s'innalza sino alla sommità del colle, dove si trova un tempietto votivo dedicato alla santa Croce. Ogni anno in giugno la popolazione locale si ritrova per onorare la reliquia della Croce, trasportata per l'occasione dalla parrocchia di Cicogni, e benedire le campagne circostanti.

## Geografia fisica
Il passo si trova a una quota di 873 m s.l.m., ed è sovrastato a nord dal monte Mosso (1007 m s.l.m.) e a sud-est dalla Pietra Corva (1078 m s.l.m.).

## Storia
Il colle della Corcetta fu storicamente posto lungo la via di comunicazione che collegava Bobbio con la val Tidone risalendo la val Tidoncello. In epoca medievale la strada era protetta da una serie di torri e castelli, tra cui quello di Montemartino, posto nei pressi della foce del Tidoncello nel Tidone e quello di Cicogni, nelle immediate vicinanze del valico. 
Dopo il trattato di Aquisgrana del 1748 il valico divenne punto di confine tra il Ducato di Parma e Piacenza ed il Regno di Sardegna. Nella vicina frazione di Cicogni si trovava una dogana.

## Infrastrutture
Il valico si trova lungo il percorso della strada Provinciale 34 di Pecorara, che inizia a Nibbiano,  capoluogo del comune di Alta Val Tidone, diramandosi dalla strada statale 412 della Val Tidone, risale la valle del Tidoncello e, superato il valico, entra in val Trebbia, nel territorio comunale di Bobbio percorrendo un tratto in quota di circa 5,5 km fino a Vaccarezza, frazione di Bobbio, ove si ricollega alla strada statale 461 del Passo del Penice.
Dal passo si dirama dalla strada provinciale 34 la strada di bonifica Mezzano Scotti - Crocetta, realizzata negli anni '70 su iniziativa del Consorzio di bonifica montana dell'Appennino Piacentino, che collega il valico con la frazione bobbiese di Mezzano Scotti.

## Sport

### Ciclismo
Il versante da Pecorara, che percorre la strada provinciale, presenta una lunghezza di 8,9 km e una pendenza media del 4,8%, con punte massime al 9% e un tratto in falsopiano di 1,5 km a circa metà salita. La prima parte dell'ascesa si presenta allo scoperto, poi l'ombra aumenta gradualmente con la strada che si snoda tra boschi di pini, abeti e faggi.
Il versante da Mezzano Scotti è lungo 8,2 km e una pendenza media del 7,3% e una massima del 12%: i primi chilometri sono i più facili, poi la strada mantiene costantemente pendenze vicine al 10%, superando anche questo valore in occasione di alcuni tornanti posti negli ultimi chilometri di salita, superato l'abitato di Schiavi.